# San José Acoculco
San José Acoculco es una localidad de México perteneciente al municipio de Atotonilco de Tula en el estado de Hidalgo.

## Toponimia
Acocolco de Acúlco, atl, agua, coltic, torcido o encorvado, co, terminacíon: “Lugar en que tuerce el agua”.

## Geografía
Se encuentra en la región del Valle del Mezquital, a la localidad le corresponden las coordenadas geográficas 19° 58’ 9.301” de latitud norte y 99° 18’ 4.063” de longitud oeste, con una altitud de 2121 m s. n. m. Se encuentra a una distancia aproximada de 9.54 kilómetros al suroeste de la cabecera municipal, Atotonilco de Tula.
En cuanto a fisiografía se encuentra dentro de la provincia de la Eje Neovolcánico dentro de la subprovincia de Lagos y Volcanes de Anáhuac; su terreno es de lomerío. En lo que respecta a la hidrografía se encuentra posicionado en la región Panuco, dentro de la cuenca del río Moctezuma, en la subcuenca del río El Salto. Cuenta con un clima semiseco templado.

## Demografía
En 2020 registró una población de 757 personas, lo que corresponde al 1.21 % de la población municipal. De los cuales 368 son hombres y 389 son mujeres. Tiene 199 viviendas particulares habitadas.
| Gráfica de evolución demográfica de San José Acoculco entre 1940 y 2020                      |
|                                                                                              |
| Población de los censos y conteos del Instituto Nacional de Estadística y Geografía (INEGI). |

## Economía
La localidad tiene un grado de marginación medio y un grado de rezago social bajo.